# プログラム規定
プログラム規定（プログラムきてい）とは、憲法や基本法などの上位法においてよく見られる、政策についての指針を示す条項である。

## 解説
当該条項は、裁判所または行政庁の職務行為に対する命令の性質を持つ訓示規定であるが、個々の主体の行為や手続きに対する具体的な法的強制力を持たないとの考え方が一般的である。
そのため、個々の主体の行為や手続きに効力に影響を及ぼすためには、立法府による実体規定を有する個別法の制定を必要とする。
憲法に定められる生存権や教育権などについて、条文においては政策方針を定めたのみに過ぎず、直接個々の国民に対して具体的権利を賦与したものではないとする考え方は「プログラム規定説」と称される。